# KL Водолея
KL Водолея (лат. KL Aquarii) — одиночная переменная звезда в созвездии Водолея на расстоянии приблизительно 1629 световых лет (около 500 парсеков) от Солнца. Видимая звёздная величина звезды — от +9,07m до +8,33m.

## Характеристики
KL Водолея — красная пульсирующая медленная неправильная переменная звезда (LB) спектрального класса M8 или M7. Эффективная температура — около 3289 К.